# 冬山風箏館
冬山風箏館位於宜蘭縣冬山鄉冬山國民小學內，因為冬山國小大力推展風箏運動，在行政院文化建設委員會及宜蘭縣政府的大力支持下，於1997年11月在冬山國小搬遷新校舍時正式成立。
冬山風箏館佔地面積約一百坪，其主題展示室共分為五個展示空間，將館藏風箏分門別類依照型式、產地、習作過程，有系統的對外展示。館內另有媒體視聽館以及學校美勞教室兼用的研習推廣活動室。

## 相關新聞
- 冬山河風箏飛揚 （页面存档备份，存于） ,羅建旺,冬山報導,2005/07/30 ,聯合報

## 外部連結
- 冬山鄉公所
- 冬山鄉公所的Facebook專頁